# Кросс (Вісконсин)
Кросс (англ. Cross) — місто (англ. town) в США, в окрузі Баффало штату Вісконсин. Населення — 368 осіб (2020).

## Демографія
Згідно з переписом 2010 року, у місті мешкало 377 осіб у 142 домогосподарствах у складі 108 родин. Було 165 помешкань
Расовий склад населення:
| - 99,2 % — білих - 0,3 % — чорних або афроамериканців |

До двох чи більше рас належало 0,0 %. Частка іспаномовних становила 1,6 % від усіх жителів.
За віковим діапазоном населення розподілялося таким чином: 24,7 % — особи молодші 18 років, 62,3 % — особи у віці 18—64 років, 13,0 % — особи у віці 65 років та старші. Медіана віку мешканця становила 41,4 року. На 100 осіб жіночої статі у місті припадало 111,8 чоловіків;  на 100 жінок у віці від 18 років та старших — 113,5 чоловіків також старших 18 років.
Середній дохід на одне домашнє господарство  становив 75 465 доларів США (медіана — 65 938), а середній дохід на одну сім'ю — 78 506 доларів (медіана — 70 000). Медіана доходів становила 62 589 доларів для чоловіків та 32 656 доларів для жінок. За межею бідності перебувало 1,2 % осіб, у тому числі 1,3 % дітей у віці до 18 років та 1,8 % осіб у віці 65 років та старших.
Цивільне працевлаштоване населення становило 190 осіб. Основні галузі зайнятості: виробництво — 30,0 %, освіта, охорона здоров'я та соціальна допомога — 18,4 %, сільське господарство, лісництво, риболовля — 15,3 %.